# 宇內溪瀑布群
宇內溪瀑布群，位於桃園市復興區，大漢溪支流宇內溪上游及其支流的瀑布群，包含4座瀑布。分別為「散花瀑布」、「玉牆瀑布」、「白紗瀑布」及「赫威瀑布」。其中以「白紗瀑布」規模最大也最為壯觀。

## 瀑布列表
- 散花瀑布：位於宇內溪右岸支流，步道上的第一個瀑布，瀑水如天女散花般飛濺而下而得名。
- 玉牆瀑布：位於宇內溪右岸支流，鄰近散花瀑布，瀑水由如牆面一般的岩壁上落下。
- 白紗瀑布：位於宇內溪上游，瀑布標高約1000公尺至960公尺，落差約40公尺，為瀑布群中規模最大的瀑布[注 1]。
- 赫威瀑布：位於白紗瀑布上方，瀑布標高約1050公尺至1030公尺，落差約20公尺，為瀑布群已命名的瀑布中最上游的瀑布[注 2]。

## 交通資訊
- 自行開車：通往宇內溪瀑布群的步道，由義盛國小旁的 桃115線，往赫威神木方向行駛約4.5公里，於卡普分線52號電線桿旁轉入岔路，穿過竹林後，於水泥屋後方即可找到登山口。

## 解
1. ↑  根據《臺灣通用電子地圖【NLSC】》、《臺灣通用正射影像【NLSC】》對照。
2. ↑  根據《臺灣通用電子地圖【NLSC】》、《臺灣通用正射影像【NLSC】》對照。